# Box-office 2015 au Canada et aux États-Unis
Cet article traite du box-office de 2015 au Canada et aux États-Unis.

## Classement
| Rang | Titre                                          | Pays | Rèalisateurs                        | Budget en USD | Recettes      | Week-End |
| ---- | ---------------------------------------------- | ---- | ----------------------------------- | ------------- | ------------- | -------- |
| 1.   | Star Wars, épisode VII : Le Réveil de la Force |      | J.J. Abrams                         | 245 000 000   | 936 662 225 $ | 24 (fin) |
| 2.   | Jurassic World                                 |      | Colin Trevorrow                     | 150 000 000   | 652 270 625 $ | 23 (fin) |
| 3.   | Avengers : L'Ère d'Ultron                      |      | Joss Whedon                         | 250 000 000   | 459 005 868 $ | 23 (fin) |
| 4.   | Vice Versa                                     |      | Pete Docter                         | 175 000 000   | 356 461 711 $ | 25 (fin) |
| 5.   | Fast and Furious 7                             |      | James Wan                           | 250 000 000   | 352 178 830 $ | 11 (fin) |
| 6.   | Les Minions                                    |      | Pierre Coffin et Kyle Balda         | 74 000 000    | 336 045 770 $ | 23 (fin) |
| 7.   | Hunger Games : La Révolte, Partie 2            |      | Francis Lawrence                    | 125 000 000   | 281 723 902 $ | 14 (fin) |
| 8.   | Seul sur Mars                                  |      | Ridley Scott                        | 108 000 000   | 228 433 663 $ | 24 (fin) |
| 9.   | Cendrillon                                     |      | Kenneth Branagh                     | 95 000 000    | 201 151 353 $ | 25 (fin) |
| 10.  | 007 Spectre                                    |      | Sam Mendes                          | 250 000 000   | 200 074 175 $ | 22 (fin) |
| 11.  | Mission Impossible : Rogue Nation              |      | Christopher McQuarrie et Tom Cruise | 150 000 000   | 195 042 377 $ | 13 (fin) |
| 12.  | Pitch Perfect 2                                |      | Elisabeth Banks                     | 45 000 000    | 183 785 415 $ | 11 (fin) |
| 13.  | The Revenant                                   |      | Alejandro González Iñárritu         | 135 000 000   | 183 637 894 $ | 22 (fin) |
| 14.  | Ant-Man                                        |      | Peyton Reed                         | 170 000 000   | 180 202 163 $ | 22 (fin) |
| 15.  | En route !                                     |      | Tim Johnson                         | 135 000 000   | 177 397 510 $ | 22 (fin) |
| 16.  | Hôtel Transylvanie 2                           |      | Genndy Tartakovsky                  | 80 000 000    | 169 700 110 $ | 23 (fin) |
| 17.  | Cinquante nuances de Grey                      |      | Sam Taylor-Wood                     | 40 000 000    | 166 355 148 $ | 12 (fin) |
| 18.  | Bob l'éponge, Le film : Un héros sort de l'eau |      | Mike Mitchell et Paul Tibbitt       | 74 000 000    | 162 994 032 $ | 16 (fin) |
| 19.  | NWA : Straight Outta Compton                   |      | F. Gary Gray                        | 29 000 000    | 161 197 785 $ | 10 (fin) |
| 20.  | San Andreas                                    |      | Brad Peyton                         | 110 000 000   | 155 190 832 $ | 20 (fin) |
| 21.  | Mad Max: Fury Road                             |      | George Miller                       | 150 000 000   | 153 636 354 $ | 19 (fin) |
| 22.  | Very Bad Dads                                  |      | Sean Anders                         | N/A           | 150 357 137 $ | 15 (fin) |
| 23.  | Divergente 2 : L'Insurrection                  |      | Robert Schwentke                    | 110 000 000   | 130 179 072 $ | 16 (fin) |
| 24.  | Snoopy et les Peanuts, le film                 |      | Steve Martino                       | 99 000 000    | 130 178 411 $ | 21 (fin) |
| 25.  | Kingsman : Services secrets                    |      | Matthew Vaughn                      | 81 000 000    | 128 261 724 $ | 21 (fin) |
| 26.  | Le Voyage d'Arlo                               |      | Peter Sohn                          | 180 000 000   | 123 087 120 $ | 19 (fin) |
| 27.  | Spy                                            |      | Paul Feig                           | 65 000 000    | 110 825 712 $ | 18 (fin) |
| 28.  | Crazy Amy                                      |      | Judd Apatow                         | 35 000 000    | 110 038 130 $ | 13 (fin) |
| 29.  | Creed : L'Héritage de Rocky Balboa             |      | Ryan Coogler                        | 35 000 000    | 109 767 581 $ | 14 (fin) |

## Box-office par semaine
| #  | Date              | Film no 1                                      | Recettes      |
| -- | ----------------- | ---------------------------------------------- | ------------- |
| 1  | 2 janvier 2015    | Le Hobbit : La Bataille des Cinq Armées        | 21 732 090 $  |
| 2  | 9 janvier 2015    | Taken 3                                        | 39 201 657 $  |
| 3  | 16 janvier 2015   | American Sniper                                | 107 211 457 $ |
| 4  | 23 janvier 2015   | American Sniper                                | 64 628 304 $  |
| 5  | 30 janvier 2015   | American Sniper                                | 30 660 528 $  |
| 6  | 6 février 2015    | Bob l'éponge, Le film : Un héros sort de l'eau | 55 365 012 $  |
| 7  | 13 février 2015   | Cinquante nuances de Grey                      | 85 171 450 $  |
| 8  | 20 février 2015   | Cinquante nuances de Grey                      | 22 259 030 $  |
| 9  | 27 février 2015   | Diversion                                      | 18 685 137 $  |
| 10 | 6 mars 2015       | Chappie                                        | 13 346 782 $  |
| 11 | 13 mars 2015      | Cendrillon                                     | 67 877 361 $  |
| 12 | 20 mars 2015      | Divergente 2 : L'Insurrection                  | 52 263 680 $  |
| 13 | 27 mars 2015      | En route !                                     | 52 107 731 $  |
| 14 | 3 avril 2015      | Fast and Furious 7                             | 147 187 040 $ |
| 15 | 10 avril 2015     | Fast and Furious 7                             | 59 585 930 $  |
| 16 | 17 avril 2015     | Fast and Furious 7                             | 29 156 595 $  |
| 17 | 24 avril 2015     | Fast and Furious 7                             | 17 821 440 $  |
| 18 | 1er mai 2015      | Avengers : L'Ère d'Ultron                      | 191 271 109 $ |
| 19 | 8 mai 2015        | Avengers : L'Ère d'Ultron                      | 77 746 929 $  |
| 20 | 15 mai 2015       | Pitch Perfect 2                                | 69 216 890 $  |
| 21 | 22 mai 2015       | À la poursuite de demain                       | 33 028 165 $  |
| 22 | 29 mai 2015       | San Andreas                                    | 54 588 173 $  |
| 23 | 5 juin 2015       | Spy                                            | 29 085 719 $  |
| 24 | 12 juin 2015      | Jurassic World                                 | 208 806 270 $ |
| 25 | 19 juin 2015      | Jurassic World                                 | 106 588 440 $ |
| 26 | 26 juin 2015      | Jurassic World                                 | 54 532 615 $  |
| 27 | 3 juillet 2015    | Vice Versa                                     | 29 771 224 $  |
| 28 | 10 juillet 2015   | Les Minions                                    | 115 718 405 $ |
| 29 | 17 juillet 2015   | Ant-Man                                        | 57 225 526 $  |
| 30 | 24 juillet 2015   | Ant-Man                                        | 24 909 332 $  |
| 31 | 31 juillet 2015   | Mission Impossible : Rogue Nation              | 55 520 089 $  |
| 32 | 7 aout 2015       | Mission Impossible : Rogue Nation              | 28 502 372 $  |
| 33 | 14 aout 2015      | NWA: Straight Outta Compton                    | 60 200 180 $  |
| 34 | 21 aout 2015      | NWA: Straight Outta Compton                    | 26 364 020 $  |
| 35 | 28 aout 2015      | NWA: Straight Outta Compton                    | 13 133 560 $  |
| 36 | 4 septembre 2015  | War Room                                       | 9 480 535 $   |
| 37 | 11 septembre 2015 | The Perfect Guy                                | 25 888 154 $  |
| 38 | 18 septembre 2015 | Le Labyrinthe : La Terre brûlée                | 30 316 510 $  |
| 39 | 25 septembre 2015 | Hôtel Transylvanie 2                           | 53 779 632 $  |
| 40 | 2 octobre 2015    | Seul sur Mars                                  | 54 308 575 $  |
| 41 | 9 octobre 2015    | Seul sur Mars                                  | 37 005 266 $  |
| 42 | 16 octobre 2015   | Chair de poule, le film                        | 23 618 556 $  |
| 43 | 23 octobre 2015   | Seul sur Mars                                  | 15 732 907 $  |
| 44 | 30 octobre 2015   | Seul sur Mars                                  | 11 715 097 $  |
| 45 | 6 novembre 2015   | 007 Spectre                                    | 70 403 148 $  |
| 46 | 13 novembre 2015  | 007 Spectre                                    | 33 681 104 $  |
| 47 | 20 novembre 2015  | Hunger Games : La Révolte, Partie 2            | 102 665 981 $ |
| 48 | 27 novembre 2015  | Hunger Games : La Révolte, Partie 2            | 52 004 595 $  |
| 49 | 4 décembre 2015   | Hunger Games : La Révolte, Partie 2            | 18 857 547 $  |
| 50 | 11 décembre 2015  | Hunger Games : La Révolte, Partie 2            | 11 413 316 $  |
| 51 | 18 décembre 2015  | Star Wars, épisode VII : Le Réveil de la Force | 247 966 675 $ |
| 52 | 25 décembre 2015  | Star Wars, épisode VII : Le Réveil de la Force | 149 202 860 $ |